# Швентинентал
Швентинентал (њем. Schwentinental) град је у њемачкој савезној држави Шлезвиг-Холштајн. Једно је од 84 општинска средишта округа Плен. Према процјени из 2010. у граду је живјело 13.588 становника. Посједује регионалну шифру (AGS) 1057091.

## Географски и демографски подаци
Швентинентал се налази у савезној држави Шлезвиг-Холштајн у округу Плен. Град се налази на надморској висини од 14–36 метара. Површина општине износи 17,8 km². У самом граду је, према процјени из 2010. године, живјело 13.588 становника. Просјечна густина становништва износи 763 становника/km².

## Међународна сарадња
| Мјесто     | Држава               | Врста сарадње | Од    |
| ---------- | -------------------- | ------------- | ----- |
| Јутоксетер | Уједињено Краљевство | партнерство   | 1974. |
| Пернег     | Аустрија             | партнерство   | 1987. |
| Извор      |                      |               |       |